# 特劳恩基兴堂区教堂

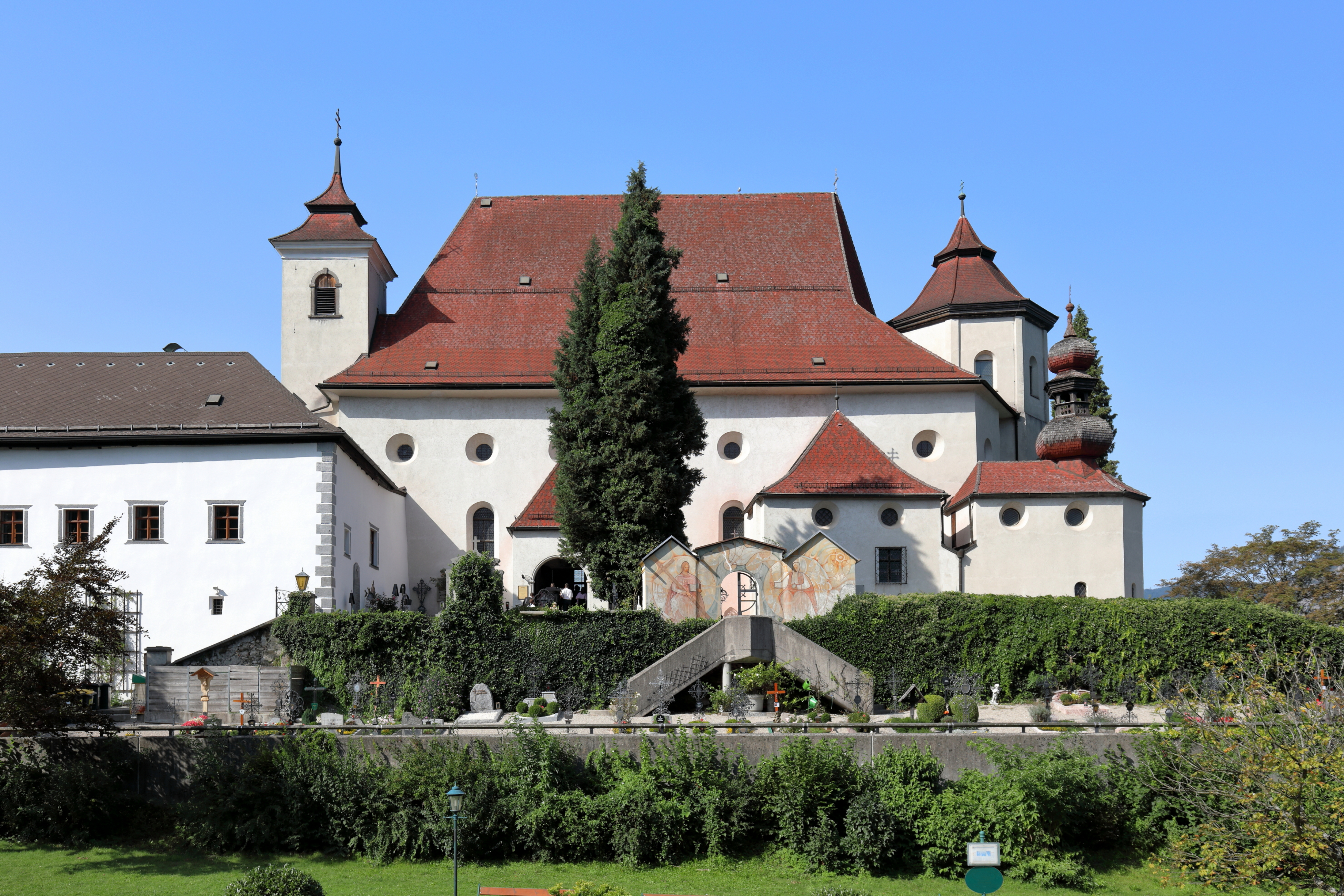

特劳恩基兴堂区教堂（Pfarrkirche Traunkirchen）位于格蒙登县的特劳恩基兴市，是一座罗马天主教堂区教堂，属于天主教林茨教区格蒙登总铎区，奉圣母升天为主保。该建筑已列为保护文物。

## 历史
大约在1020年，特劳恩基兴修道院成立，第一批本笃会修士来自萨尔茨堡的侬柏格修道院。许多世纪以来，特劳恩基兴一直是整个地区的中心，远至哈尔施塔特。
1621年，教宗批准将其分配给耶稣会。 修道院于1622年2月14日正式移交给耶稣会。

## 渔夫讲道坛

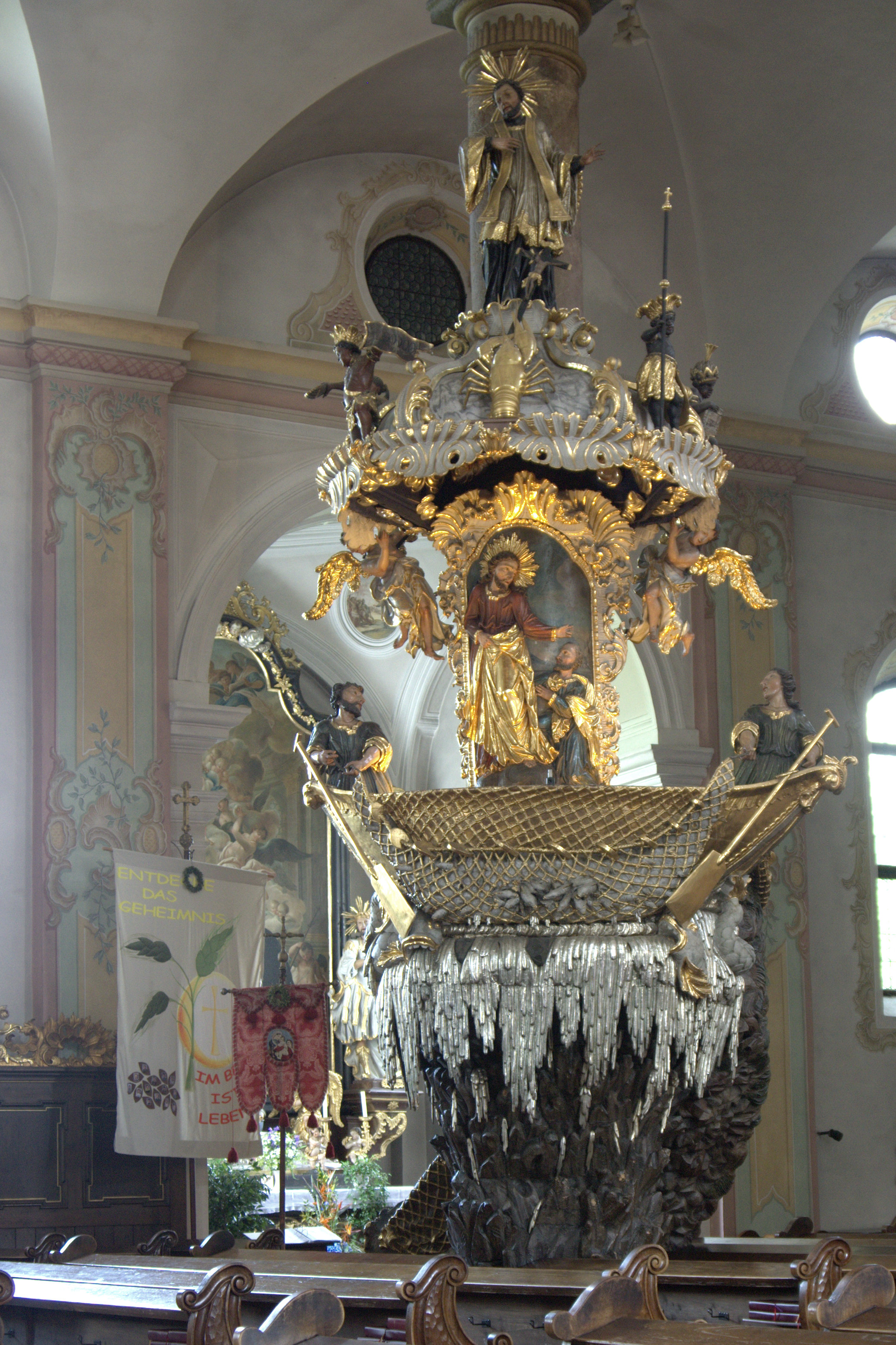

该堂的特别之处是渔夫讲道坛（Fischerkanzel）。它雕刻于 1753 年，主题是捕鱼的奇迹。在约翰福音21章有一个场景，门徒在加利利海遇见复活的基督。有了耶稣的吩咐，最初捕鱼失败的门徒，收获了丰富的渔获。